# 大島海峡

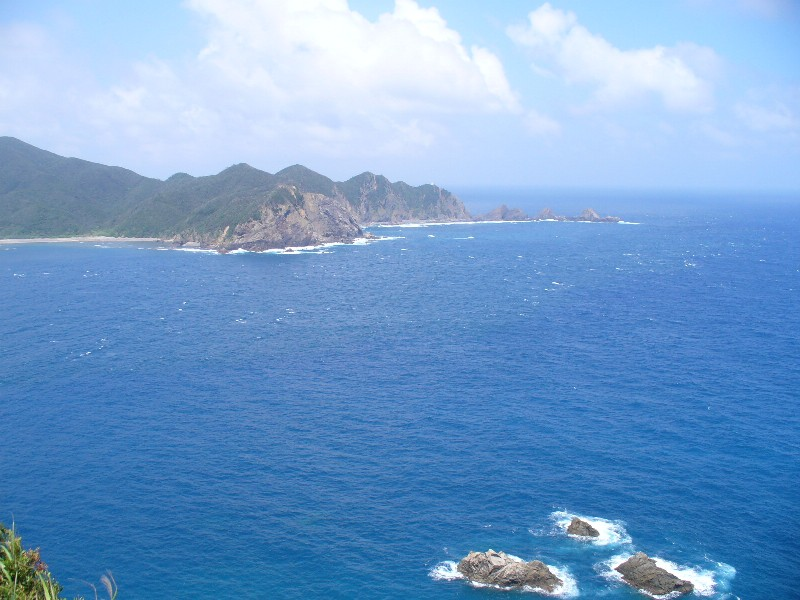

大島海峡（おおしまかいきょう）は、鹿児島県大島郡瀬戸内町の奄美大島南西岸と加計呂麻島北東岸の間にある海峡。瀬戸内とも呼ばれる。

## 概要
大島海峡は北西から南東へ約20kmほど流れ、幅は平均2kmから6kmほど、両岸はリアス式海岸となっている。大島海峡の南西側（加計呂麻島側）に薩川湾、海峡を挟んで久慈湾がある。大島海峡や薩川湾は避泊地となっている。薩川湾は、1920年から1945年まで日本海軍の軍港として用いられており、中国や南洋諸島に物資を運ぶ中継地として利用され、戦艦大和や武蔵もこの大島海峡に停泊したことがある。海峡沿いには200を超える軍事施設跡が残る。
海岸にはサンゴ礁が広がり多くの海洋生物が生息している。
1974年には、海峡全域が奄美群島国定公園（2017年より奄美群島国立公園）に指定された。
座標: 北緯28度08分54秒 東経129度17分12秒 / 北緯28.148289度 東経129.286683度